# I'll Never Break Your Heart
Singles par Backstreet Boys (en dehors des É.-U.)
We've Got It Goin' On
(1995) Get Down (You're the One for Me)
(1996)
Singles par Backstreet Boys (É.-U.)
Everybody (Backstreet's Back)
(1998) All I Have to Give
(1998)
Clip vidéo
[vidéo] « I'll Never Break Your Heart », sur YouTube
I'll Never Break Your Heart est une chanson du boys band américain Backstreet Boys. Initialelent sortie en single à la fin de 1995 (au Royaume-Uni) / au début de 1996, elle sera incluse sur leur premier album international (non américain) Backstreet Boys (qui sortira en mai 1996) et sur leur premier album américain, aussi intitulé Backstreet Boys (qui sortira en 1997).
C'était le deuxième single qui serait inclus sur leur premier album international (non américain).
Au Royaume-Uni, la chanson a atteint la 42e place du hit-parade des singles (pour la semaine du 10 mai au 16 décembre 1995).
Dans d'autres pays, elle a eu plus de succès. Elle a atteint le top 10 dans plusieurs pays, y compris l'Allemagne, l'Autriche, la Suisse, les Pays-Bas et la Belgique (la Flandre et la Wallonie), la Suède et l'Australie,.
Aux États-Unis, la chanson sera publiée en single beaucoup plus tard, en 1998. (Dans ce pays, elle sera considérée comme un single du premier album américain du groupe, sorti en 1997.) La chanson a atteint la 35e place dans le Hot 100 de Billboard (pour la semaine du 5 décembre 1998).

## Reprises
Andy Williams a repris cette chanson sur son album I Don't Remember Ever Growing Up, sorti en 2007.